# Protracheophyta
Protracheophyta, por vezes grafado protraqueófitas ou plantas pré-vasculares, é a designação dada ao um pequeno grupo de plantas terrestres extintas conhecidas do registo fóssil que são sido consideradas evolutivamente intermédias entre os briófitos e os pteridófitos, assumindo-se que a sua aparição antecedeu a plantas vasculares. Caracterizam-se pela ausência de verdadeiros traqueídeos, pelo que a vascularização era incipiente. Estes grupos de plantas existiram entre o Silúrico tardio (Ludlow e Pridoli) e o Devónico inferior, há cerca de 430 a 390 milhões de anos.

## Descrição
O primeiro fóssil atribuído ao grupo foi descoberto pelo paleobotânico canadense John Dawson em 1859 numa formação de Gaspesia (Canadá), sendo interpretado como representando uma planta do Devónico a que deu o nome de Psilophyton. Aquele fóssil pertence a um tipo de plantas primitivas caracterizadas pela carência de folhas, as quais foram agrupadas em 1917 na ordem Psilophytales da divisão Psilophyta. A partir de 1968, considerou-se que Psilophyta já não era um taxón adequado para toda a variedade de fósseis entretanto identificada, pelo que foram criadas dentro da divisão Tracheophyta três subdivisões: Rhyniophytina, Zosterophyllophytina e Trimerophytina.
A definição das protraqueófitas e do clado Polysporangiophyta foi revista e estes agrupamentos foram estabelecidos em 1997 ao determinar-se que existiram plantas precursoras das traqueófitas, ainda que estas tivessem sido previamente classificadas como riniófitas. Note-se que tanto Protracheophyta como outros grupos extintos, como Rhyniophyta, Zosterophyllopsida e Trimerophyta, são parafiléticos, embora possam continuar-se a utilizar por conveniência nomenclatural.
Restos mal preservados de Eohostimella, os quais não apresentam traqueídeos, poderão representar protraqueófitas primitivas, o que ampliaria o âmbito temporal do grupo até ao Silúrico inferior, há 440 milhões de anos.

## Filogenia
Na sua circunscrição taxonómica presente, o agrupamento Protracheophyta seria um grupo parafilético que pode ser dividido pelo menos em dois clados (Horneophytopsida e Aglaophyton) relacionados aproximadamente do seguinte modo:
|  | † Tortilicaulis                                           |
|  |                                                           |
|  | \| \| † Caia \| \| \| \| \| \| † Horneophyton \| \| \| \| |
|  |                                                           |
|  | † Caia                                                    |
|  |                                                           |
|  | † Horneophyton                                            |
|  |                                                           |

|  | † Caia         |
|  |                |
|  | † Horneophyton |
|  |                |

|  | † Aglaophyton |
|  |               |
|  | Tracheophyta  |
|  |               |

|  | † Tortilicaulis                                           |
|  |                                                           |
|  | \| \| † Caia \| \| \| \| \| \| † Horneophyton \| \| \| \| |
|  |                                                           |
|  | † Caia                                                    |
|  |                                                           |
|  | † Horneophyton                                            |
|  |                                                           |

|  | † Caia         |
|  |                |
|  | † Horneophyton |
|  |                |

|  | † Aglaophyton |
|  |               |
|  | Tracheophyta  |
|  |               |